# Van Ling
Van Ling (* 1963) ist ein US-amerikanischer VFX Supervisor.
Van Ling besuchte die USC Film School in Los Angeles von 1982 bis 1986 und begann ab da seine Tätigkeiten im Special-Effects-Bereich. Für den Film Abyss – Abgrund des Todes war er persönlicher Assistent für Regisseur James Cameron im VFX-Bereich. Mit seiner eigenen Firma Banned from the Ranch Entertainment wirkte er an einigen größeren Filmprojekten mit. Er wurde auch bekannt als innovativer Ersteller von DVD-Menüs. Für die Menüs von Star Wars: Episode I, Abyss (beide 2001) sowie der Star-Wars-Trilogie (2005) wurde er je mit einem DVD-Exclusive-Award ausgezeichnet.
2019 erschien das Historiendrama Cliffs of Freedom, bei dem er als Regisseur und Drehbuchautor tätig war.

## Filmografie (Auswahl)
- 1991: Terminator 2 – Tag der Abrechnung (Terminator 2: Judgment Day)
- 1996: Twister
- 1997: Starship Troopers
- 1997: Titanic
- 1998: Dr. Dolittle
- 1999: Echoes – Stimmen aus der Zwischenwelt (Stir of Echoes)
- 2000: The Way of the Gun
- 2001: Vanilla Sky
- 2001: Nicht noch ein Teenie-Film! (Not Another Teen Movie)
- 2010: The Walking Dead (Fernsehserie, 2 Folgen)